# Локлин, Хэнк
Лоуренс Хэнкинс Локлин (англ. Lawrence Hankins Locklin; 15 февраля 1918 — 8 марта 2009) более известный как Хэнк Локлин — американский кантри-исполнитель, автор песен. Наиболее популярные песни — «Please Help Me, I’m Falling», «Send Me the Pillow That You Dream On», «Geisha Girl».

## Биография
Родился в бедной семье, поэтому с детства вынужден был работать, в том числе собирать хлопок на полях. Он начал играть на гитаре в возрасте девяти лет, когда лечился после того, как попал под школьный автобус. 
Первый брак Локлина закончился разводом. В 1970 году он женился повторно — на Аните Крукс, у них родились сын и четверо дочерей. 
Локлин был одним из ранних исполнителей в жанрах кантри и хонки-тонк. Его записи разошлись тиражом более 15 миллионов экземпляров. Песни Локлина исполняли Вилли Нельсон, Долли Партон, Рой Роджерс, Дуайт Йокам, Дин Мартин.